# 吉尔伯特·卡普兰

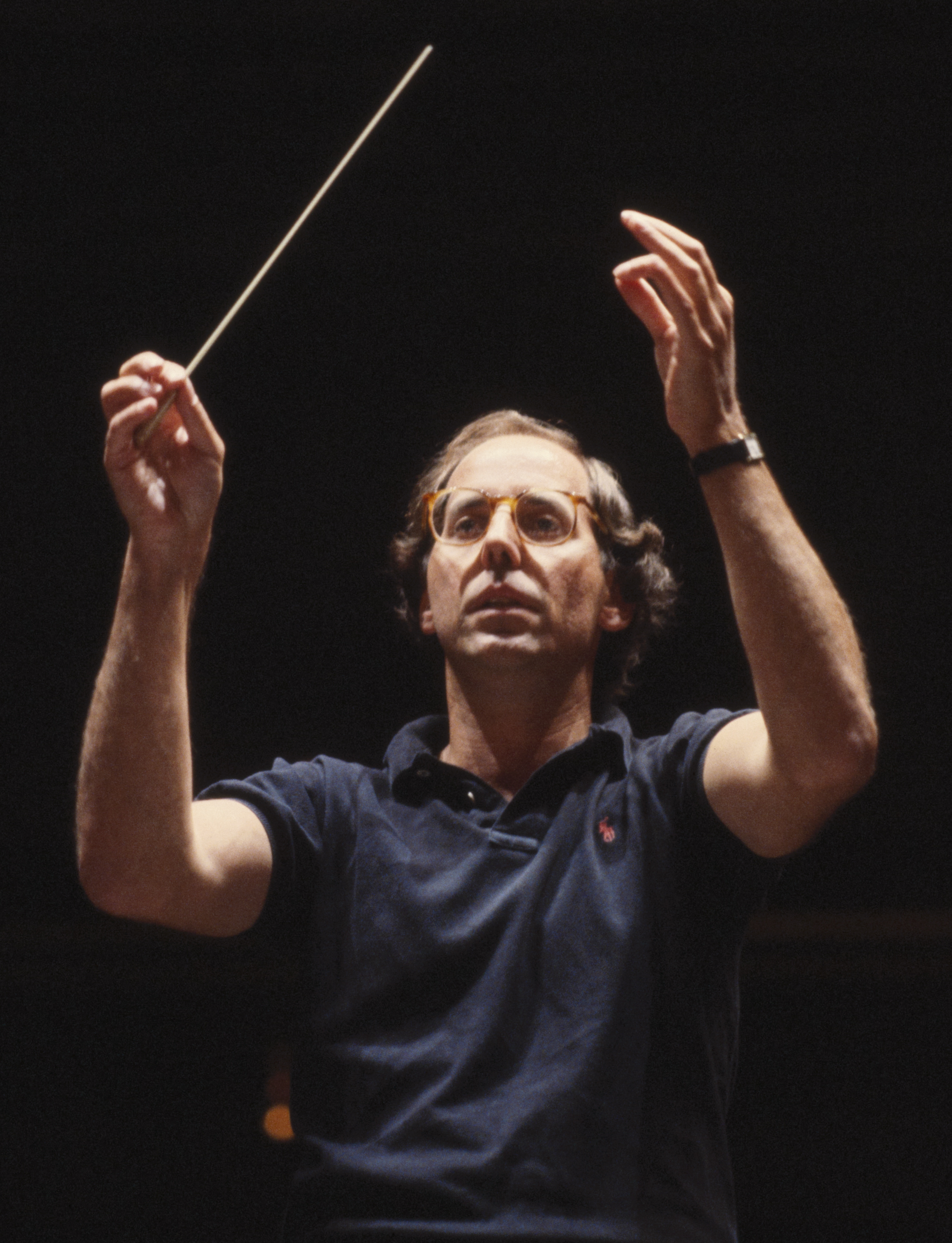
吉尔伯特·卡普兰（1982）

吉尔伯特·埃德蒙·卡普兰（英語：Gilbert Edmund Kaplan，1941年3月3日—2016年1月1日），是一名美国商人、新闻家、指挥家。他是古斯塔夫·马勒的音乐的狂热爱好者，也是马勒第二交响曲的业余指挥家。
他出生于纽约州纽约市，并在1967年创办《机构投资者》（Institutional Investor）杂志，担任杂志出版商至1990年，并额外担任两年主编。2016年1月1日，他因癌症去世，享年74岁。

## 其他链接
- Interview（页面存档备份，存于） about 2nd Symphony
- A musician of the New York Philharmonic Orchestra on Kaplan's conducting（页面存档备份，存于）
- "Desperately seeking Mahler", The Economist（页面存档备份，存于）